# Alire Raffeneau-Delile
Alire Raffeneau-Delile (* 23. Januar 1778 in Versailles; † 5. Juli 1850 in Paris) war ein französischer Botaniker und Arzt. Er ist der Bruder der französischen botanischen Illustratorin Eulalie Delile (1800–1840). Sein offizielles botanisches Autorenkürzel lautet „Delile“.

## Leben und Wirken
Delile begleitete Napoleon auf dem Ägypten-Feldzug 1798/99 und dokumentierte den Feldzug botanisch. Er beschrieb u. a. Papyrus und Lotus. Er kopierte den Stein von Rosette. Er war Direktor des Botanischen Gartens in Kairo; ab 1832 war er Direktor des Botanischen Gartens in Montpellier. Er reiste und sammelte von 1802 bis 1809 in den USA (war dort auch französischer Vizekonsul in North Carolina und zum Medizinstudium in New York). Von 1819 bis 1850 war er Professor der Botanik an der Universität in Montpellier.
Am 17. Dezember 1821 wurde er als korrespondierendes Mitglied in die Académie des sciences aufgenommen.

## Werke
- Description de l’Égypte. Histoire naturelle. Botanique, 1813–1814, 2. Auflage 1824
- Centurie de plants d’Afrique du voyage à Méroë, 1826
- Flore de l’Arabie pétrée (in der Voyage de l’Arabie pétrée von Simon Joseph Léon Emmanuel de Laborde)

## Dedikationsnamen

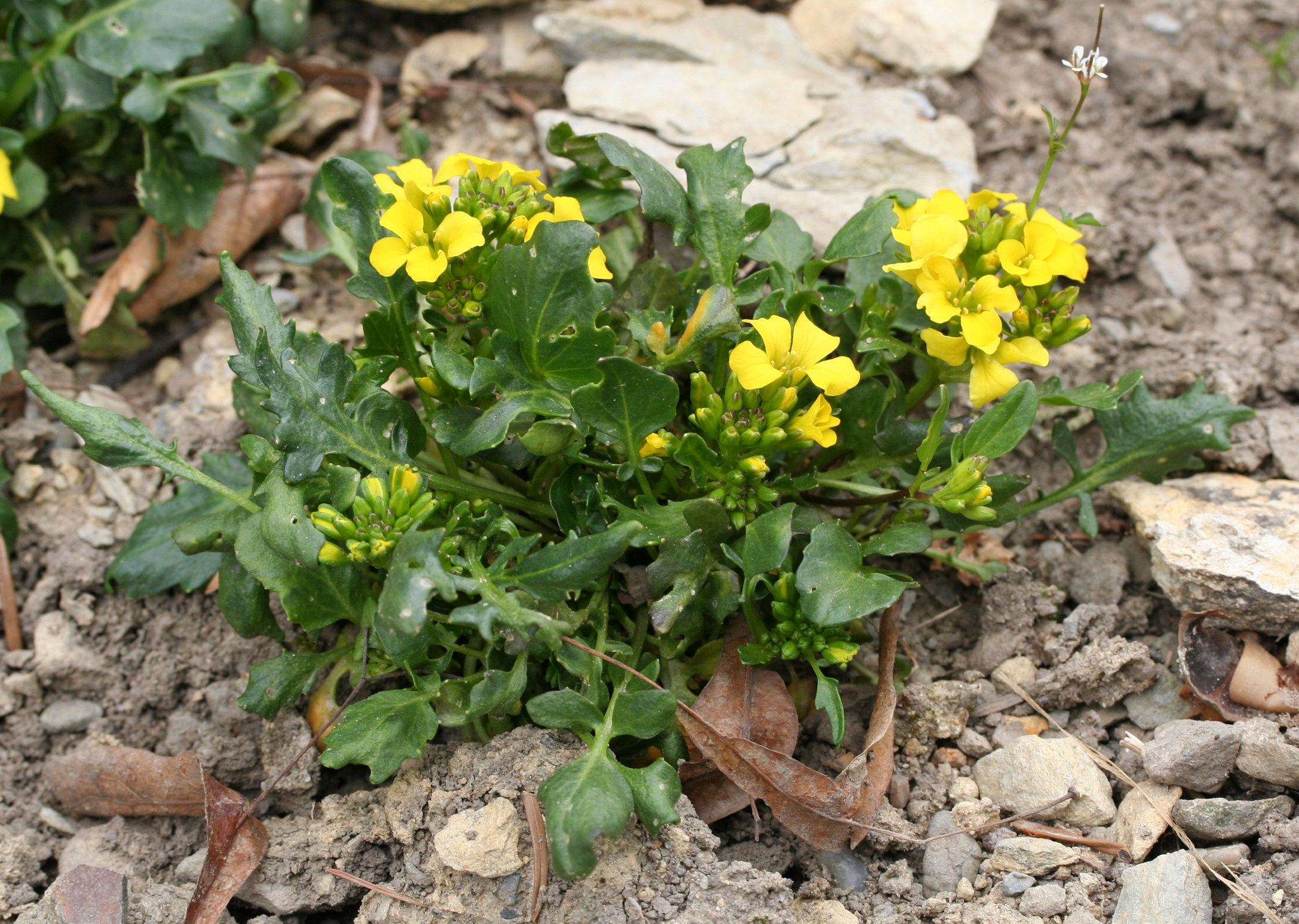
Raffenaldia primuloides

Nach Delile wurden die Pflanzengattungen Delilia Spreng. aus der Familie der Korbblütler (Asteraceae), Lilaea Bonpl. aus der Familie der Dreizackgewächse (Juncaginaceae) und Raffenaldia Godr. aus der Familie der Kreuzblütler (Brassicaceae) benannt.